# Zekiye Keskin Şatır
Zekiye Keskin Şatır, turška lokostrelka, * 10. junij 1976.
Sodelovala je na lokostrelskem delu poletnih olimpijskih igrah leta 2004, kjer je osvojila 17. mesto v individualni in 10. v ekipni konkurenci.